# Mèo Chausie
Mèo Chausie là một giống mèo trong nhà được phối giống bằng cách lai giống sinh sản giữa một vài cá thể từ loài mèo rừng, khác với các loại mèo nhà (Felis chaus) với số lượng lớn mèo nhà (Felis catus). Giống mèo này lần đầu tiên được công nhận là một giống mèo nhà bởi Hiệp hội Mèo Quốc tế (có tên viết tắt là TICA). Trong các giống mèo nhà, Chausie được phân loại là giống lai không thuần chủng. Các giống khác trong nhà trong loại này bao gồm Mèo Bengal và Mèo Savannah. Bởi vì Chausie chủ yếu là hậu duệ của mèo nhà, bởi thế nên thế hệ thứ tư của chúng có tính cách như mèo nhà. Mèo Chausie thường cao, dài, và có tỷ lệ nạc cao, với đôi chân rất dài và khá xương xẩu. Thân tạo với phần ngực sâu một mặt phẳng. Tai rộng, cao và cao vượt khỏi đầu khoảng hai ngón tay. Xương gò má giống mèo này nhô cao, dài và góc cạnh - đôi mắt chúng khá bằng phẳng phía trên và tạo thành một nửa hình bầu dục phía dưới. Chausie là một giống mèo có bộ lông ngắn, và những con mèo giống này có thể có một trong ba màu sau: đen đất, màu đen xám pha đốm, hoặc màu đen (nâu) có đốm. Màu mắt chúng thường có màu vàng hoặc màu vàng kim loại là hai rất được ưa chuộng, mặc dù màu mắt vàng hơi đậm và màu vàng nhạt hơn cũng được thừa nhận.